# 458
Період падіння Західної Римської імперії. У Східній Римській імперії триває правління Лева I Макелли. У Західній розпочалося правління Майоріана, значна частина території окупована варварами, зокрема в Іберії утворилося Вестготське королівство, а Північну Африку захопили вандали, у Тисо-Дунайській низовині утворилося Королівство гепідів. У Південному Китаї правління династії Лю Сун. В Індії правління імперії Гуптів. У Японії триває період Ямато. У Персії править династія Сассанідів.
На території лісостепової України Черняхівська культура. Історики VI століття згадують плем'я антів, що мешкало на території сучасної України приблизно з IV сторіччя. У Північному Причорномор'ї центр володінь гунів.

## Події
- Імператор Західної Римської імперії Майоріан зміцнює військо, набираючи вояків із варварів: бастарнів, бургундів, гунів, остготів, ругіїв, скіфів та свевів. Він будує і флот у Мізено й Равенні.
- Улітку в Кампаньї висадилися вандали. Римлянам вдалося перемогти їх і захопити судна зі здобиччю.
- Війська Майоріана завдали поразки візіготам поблизу Арля. Король візіготів Теодоріх II змушений підписати мирний договір, за яким вестготи залишаються федератами імперії.
- Війська Майоріана завдали поразки бургундам і змусили багаудів долучитися до коаліції проти свевів в Іспанії.
- Засноване місто Тбілісі.